# Česká biskupská konference

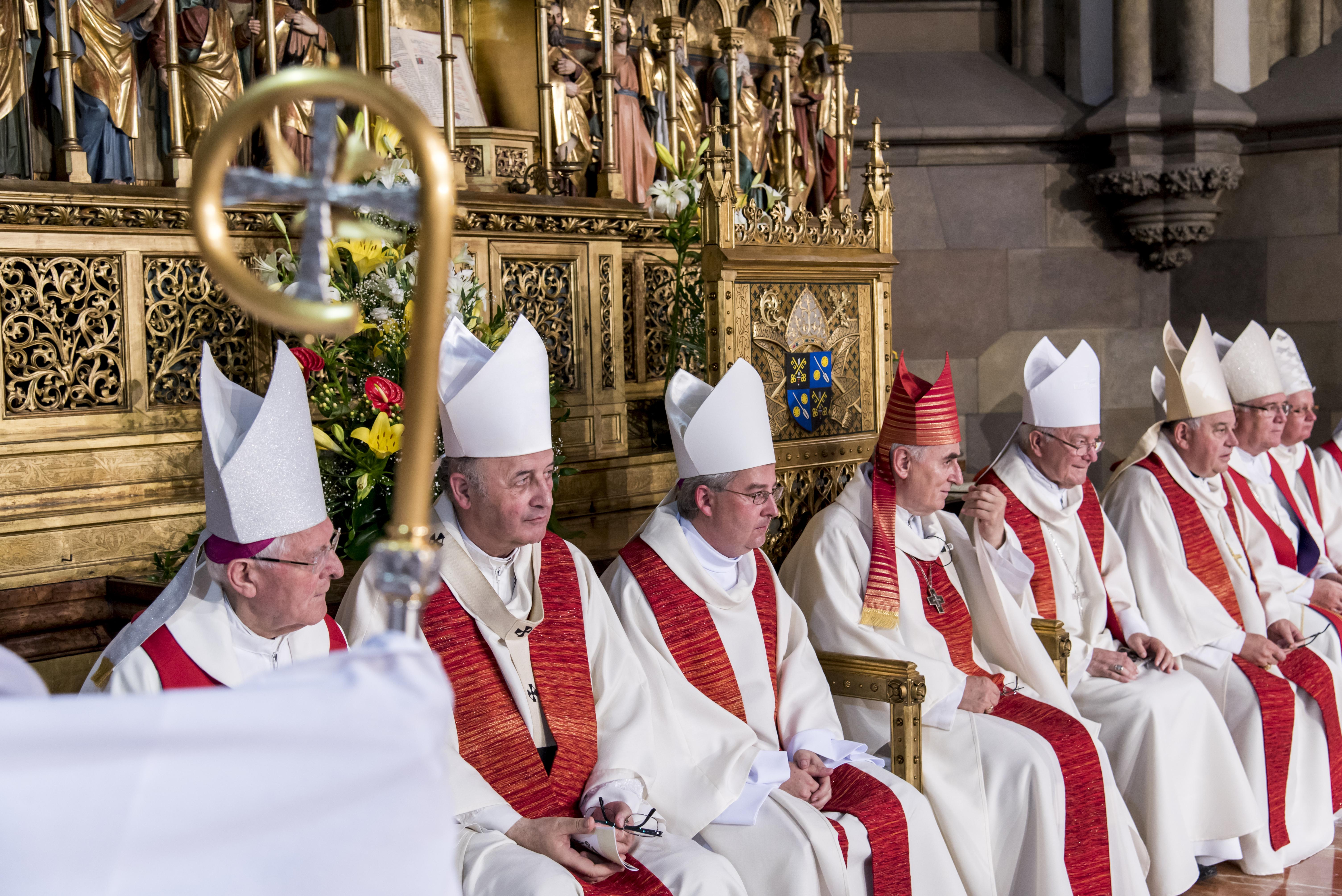
Čeští a moravští biskupové účastnící se svěcení Pavla Konzbula pomocným biskupem brněnským (v popředí jeho berla) 29. června 2016

Česká biskupská konference (ČBK) je stálý sbor katolických biskupů v České republice.

## Popis
Česká biskupská konference (ČBK), zřízená Apoštolským stolcem, je sborem biskupů České republiky. Na základě kán. 449, § 2 CIC je před církevním právem právnickou osobou. Sídlem je Praha.
Samým právem k ní patří všichni diecézní biskupové obojího obřadu a jim naroveň postavení, biskupové-nástupci a biskupové pomocní a ostatní titulární biskupové, kteří na celém území nebo mimo území pro celý národ vykonávají zvláštní úkoly na základě pověření Apoštolským stolcem nebo biskupskou konferencí. Naopak apoštolský nuncius podle kanonického práva členem biskupské konference není.
Ke shora uvedené konferenci patří: Stálá rada, Generální sekretariát, Ekonomická rada a též komise ustavené biskupskou konferencí k dosažení určitého cíle (kán. 451 CIC). Ke specifickým úkolům, dle Stanov ČBK, čl. 26 § 3, byli jmenováni biskupové-delegáti s tím, že si ke spolupráci mohou jmenovat spolupracovníky z oblasti oboru a vytvořit radu. K zajištění každodenního chodu jednotlivých orgánů slouží sekretariát.
Česká biskupská konference podléhá všem platným normám CIC, zvláště pak kán. 447-459 CIC.

## Vedení ČBK

### Předseda
V letech 1993–2000 byl předsedou České biskupské konference pražský arcibiskup kardinál Miloslav Vlk. Arcibiskup Vlk byl nejdříve, a to v letech 1991–1992, předsedou Československé biskupské konference. Dne 25. ledna 2000 byl předsedou ČBK zvolen olomoucký arcibiskup Jan Graubner. Od 1. května 2010 do 28. dubna 2020 byl předsedou ČBK pražský arcibiskup Dominik Duka. Na zasedání ČBK dne 28. dubna 2020 byl zvolen předsedou na nadcházející období zvolen opět Jan Graubner.  V roce 2025 jej ve funkci nahradil arcibiskup olomoucký Josef Nuzík.

### Místopředseda
Místopředsedou ČBK byl do roku 2010 biskup ostravsko-opavský František Lobkowicz, od května 2010 do dubna 2020 jím byl arcibiskup Jan Graubner. Na zasedání ČBK dne 28. dubna 2020 byl místopředsedou zvolen Jan Vokál. V roce 2025 se místopředsedou ČBK stal Stanislav Přibyl.

### Generální sekretář
Generálním sekretářem ČBK byl 7. července 1993 zvolen a do roku 1995 vykonával úřad Václav Slouk. Od 1. října 1995 do října 2004 Karel Simandl a od roku 2005 biskup (apoštolský exarcha) Ladislav Hučko. Od 1. července 2011 jím byl Tomáš Holub. 19. dubna 2016 byl zvolen generálním sekretářem ČBK Stanislav Přibyl. Úřadu se ujal 1. října téhož roku. Od roku 2025 je generálním sekteretářem ČBK biskup Roman Czudek.

## Stálá rada ČBK
Stálá rada pečuje o provádění všeobecných rozhodnutí konference; usměrňuje práci generálního sekretariátu; stará se o přípravu záležitostí, které mají být projednány na plenárním zasedání konference a o náležité provedení jeho rozhodnutí.
Mimo plenární zasedání Stálá rada rozhoduje naléhavé záležitosti. Mají-li být vyhlášena rozhodnutí nebo prohlášení, nebo jde-li o věci závažnější povahy, ať se tak děje po poradě s diecézními biskupy.
Stálou radu tvoří předseda a místopředseda konference, generální sekretář a alespoň jeden volený biskup.
Předseda:
- arcibiskup Josef Nuzík

Místopředseda:
- biskup Stanislav Přibyl

Členové:
- biskup Roman Czudek
- biskup Martin David
- biskup Vlastimil Kročil

## Sekce ČBK
- Katechetická sekce
- Školská sekce
- Sekce pro mládež
- Překladatelská sekce
- Odbor analýz církevních dat
- Sekce ekonomická
- Odbor evropských fondů
- Sekce pastoračně-evangelizační
- Pastorace ve věznicích
- Tiskové středisko

### Mluvčí
Funkci mluvčího ČBK většinou zastává osoba, která není jejím členem. V této funkci se vystřídali Daniel Herman, Martin Horálek, Miloslav Fiala a Irena Sargánková, Monika Vývodová (Klimentová). Mluvčí může být rovněž vedoucím tiskového střediska.

## Přehled Komisí ČBK
Součástmi České biskupské konference jsou komise a rady. Biskupské komise se ustavují dle potřeby na dobu určitou či neurčitou. Jejich úkolem je na základě pověření plenárním zasedáním nebo Stálou radou připravit materiály pro plénum biskupské konference. Na svém 122. plenárním zasedání dne 28. dubna 2020 ČBK ustanovila nové složení komisí a rad. 
1. Pro nauku víry (teologická agenda, bioetická agenda, prevence sexuálního zneužívání nezletilých, tematika sociální nauky církve)
- biskup Zdeněk Wasserbauer (předseda)
- kardinál Dominik Duka OP
- biskup Ladislav Hučko

2. Pro liturgii (liturgický život, liturgická katecheze, liturgický prostor, umění, lidová zbožnost)
- biskup Martin David (předseda)
- biskup Vojtěch Cikrle
- biskup Josef Hrdlička
- biskup Jan Vokál
- biskup Zdeněk Wasserbauer

3. Pro kněžstvo (pastorace povolání, semináře a formace trvalých jáhnů, trvalá formace jáhnů a kněží)
- biskup Vojtěch Cikrle (předseda)
- biskup Pavel Posád
- biskup Václav Malý
- biskup Karel Herbst

4. Pro katolickou výchovu (teologické fakulty, církevní školy, školské otázky všeobecně, katecheze, kurzy a osvěta)
- biskup Tomáš Holub (předseda, subkomise pro regionálního školství)
- biskup Ladislav Hučko (vysokoškolská subkomise)
- biskup Pavel Konzbul (katechetická subkomise)
- biskup František Václav Lobkowicz OPraem (subkomise regionálního školství)

5. Ekonomicko-právní
- biskup Tomáš Holub (předseda)
- biskup Jan Baxant
- biskup Vlastimil Kročil
- biskup František Václav Lobkowicz OPraem
- biskup Josef Nuzík

6. Smíšená komise ČBK a KVŘP
- kardinál Dominik Duka OP
- biskup Karel Herbst SDB
- arciopat Prokop Petr Siostrzonek OSB
- S. Krista Chládková OP

## Přehled biskupů – delegátů (předsedů rad ČBK)
Ke specifickým úkolům byli, dle Stanov ČBK, čl. 26 § 3, jmenováni biskupové-delegáti, kteří si ke spolupráci mohou jmenovat spolupracovníky z oblasti oboru a vytvořit Radu. Na svém 122. plenárním zasedání dne 28. dubna 2020 ČBK ustanovila nové složení komisí a rad. 
1. Pro sdělovací prostředky a Katolický týdeník (biskup Jan Baxant)
2. Pro laiky a hnutí (biskup Vlastimil Kročil)
3. Pro rodinu (biskup Josef Nuzík)
4. Pro pastoraci mládeže (biskup Pavel Posád)
5. Pro pastoraci ve zdravotnictví (biskup Josef Nuzík)
6. Pro duchovní službu v armádě, vězeňství, u Policie ČR a IZS (hasiči) (biskup Zdenek Wasserbauer)
7. Pro pastoraci krajanů v zahraničí (biskup Václav Malý)
8. Pro ekumenismus a mezináboženský dialog (biskup Tomáš Holub)
9. Iustitia et Pax, menšiny a migranti (biskup Václav Malý)
10. Pro misie a novou evangelizaci (arcibiskup Jan Graubner)
11. Pro kulturu a památky (biskup Antonín Basler)
12. Pro informační technologie (biskup Vlastimil Kročil)
13. Pro spolupráci s COMECE (biskup Jan Vokál)
14. Delegát pro Nepomucenum (biskup Jan Vokál)
15. Delegát pro eucharistické kongresy (biskup Jan Vokál)
16. Pro péči o stvoření (biskup Antonín Basler)
17. Zástupce ČBK ve výboru Českého katolického biblického díla (kardinál Dominik Duka OP)
18. Pro charitu a sociální služby (arcibiskup Jan Graubner)

## Zřízené právnické osoby
ČBK je zřizovatelem dalších právnických osob:
- Národní centrum pro rodinu
- Komunita Sankt Egidio
- Dílo Mariino (hnutí Focolare) – mužská část
- Dílo Mariino (hnutí Focolare) – ženská část
- Společnost sv. Vincence z Pauly v ČR
- Modlitby matek – hnutí křesťanských matek
- Charita Česká republika
- České katolické biblické dílo
- Komunita blahoslavenství v ČR
- Fatimský apoštolát v ČR
- České místodržitelství Rytířského řádu Božího hrobu jeruzalémského

## Současní členové

Římskokatoličtí biskupové
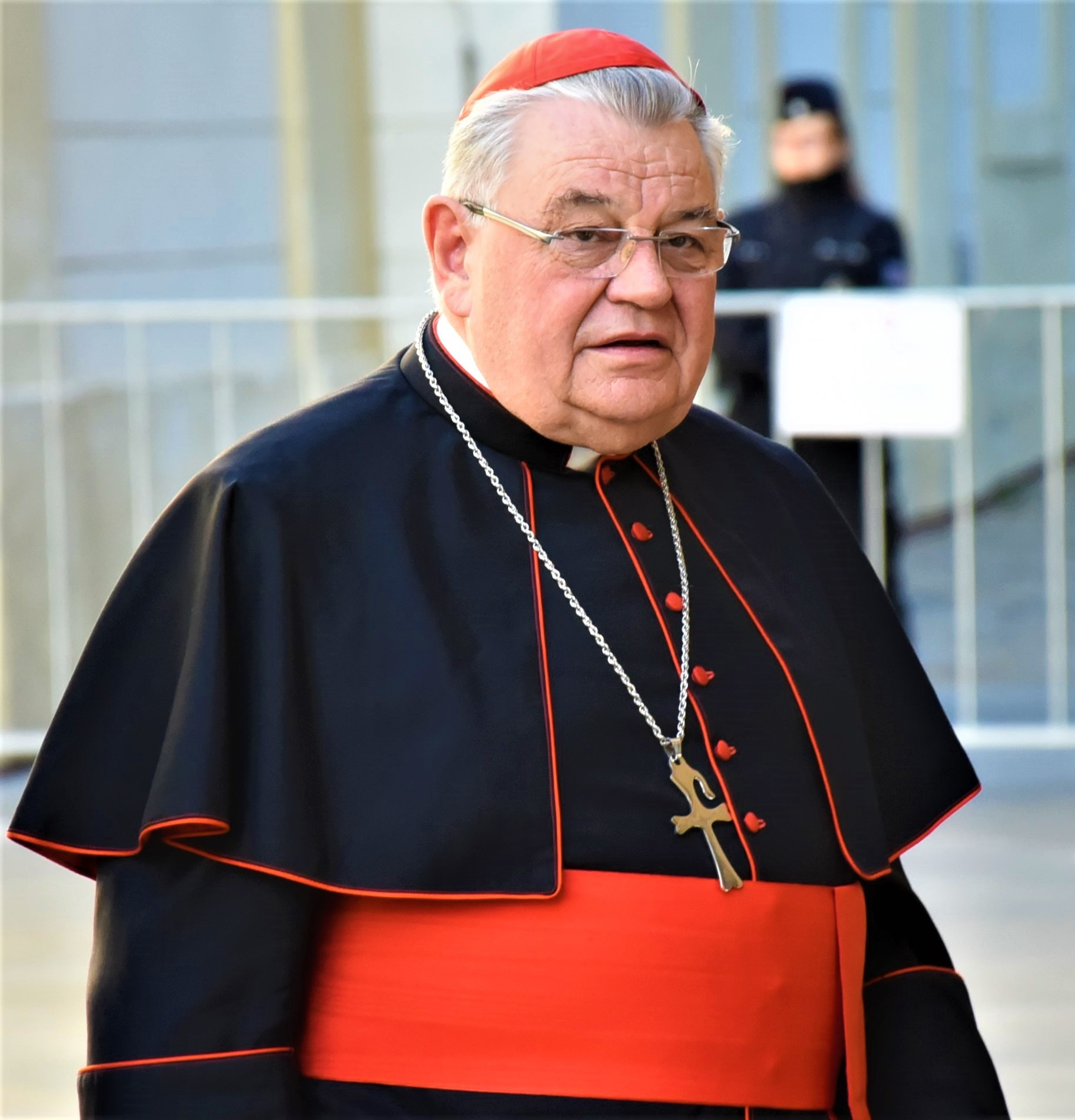
Dominik kardinál Duka člen od roku 1998 od 2010 předseda
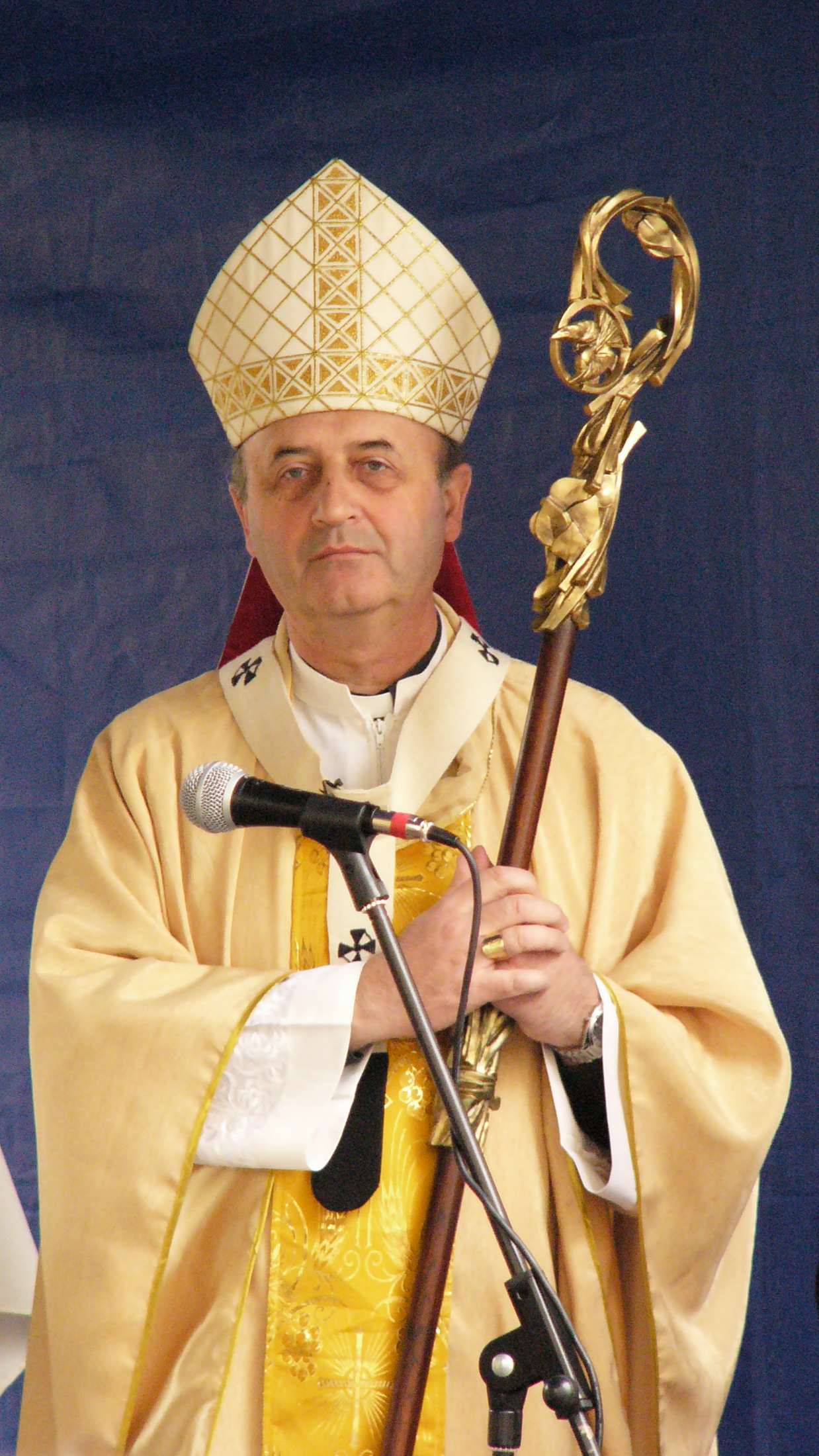
Jan Graubner člen od vzniku 2000-2010 předseda
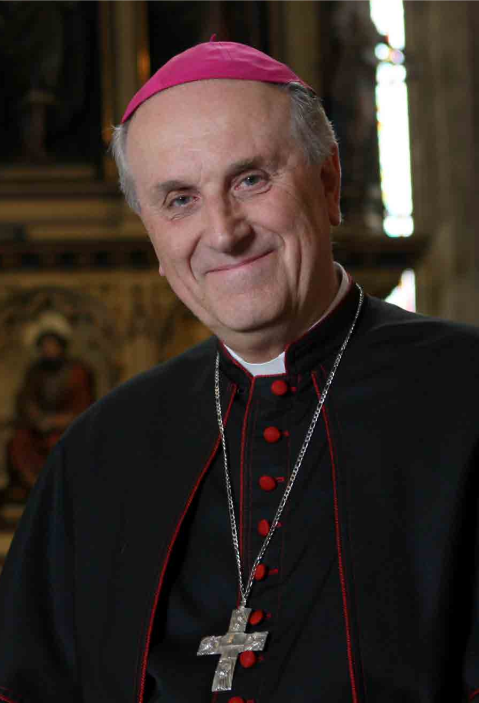
František Radkovský (od vzniku)
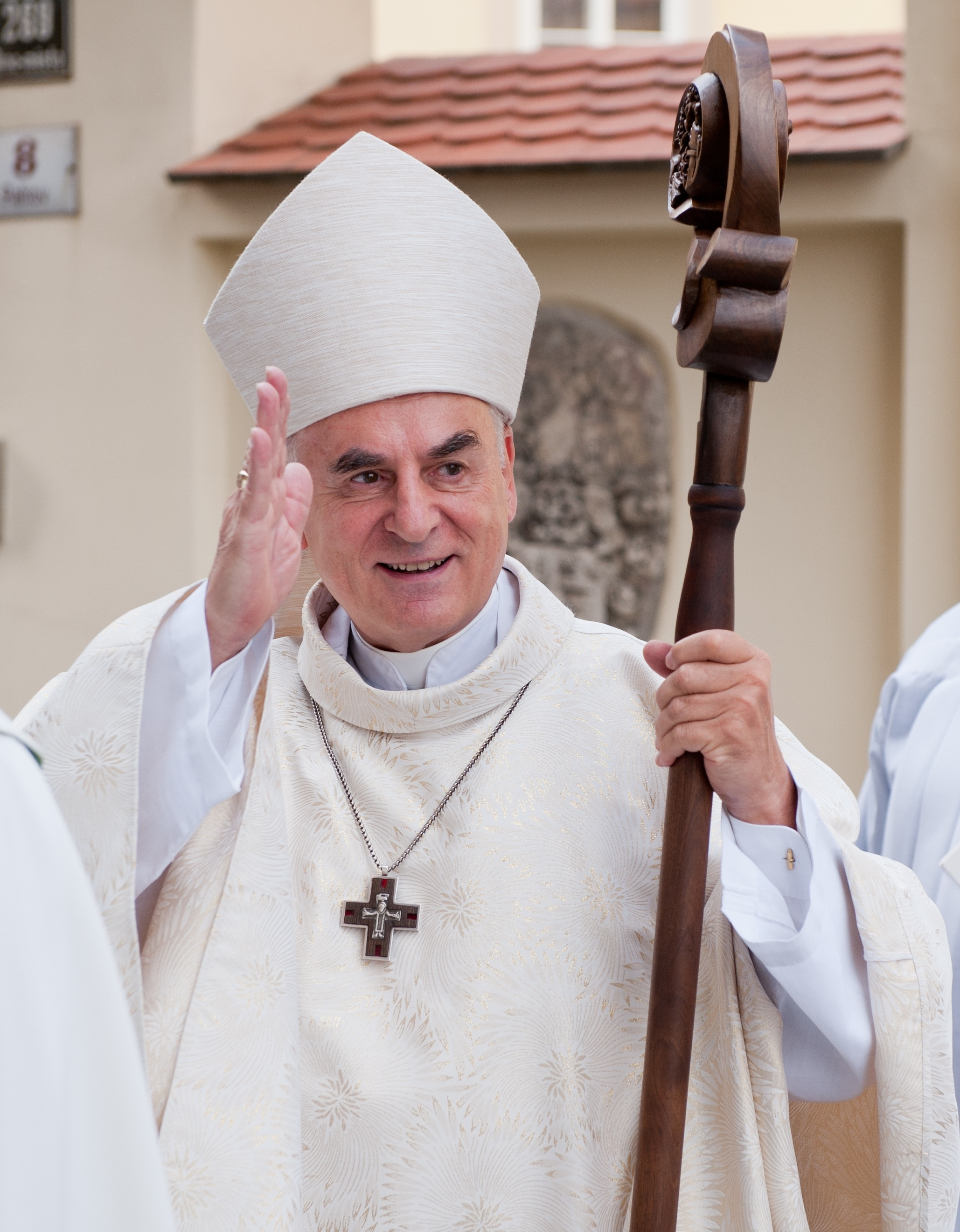
Vojtěch Cikrle (od vzniku)
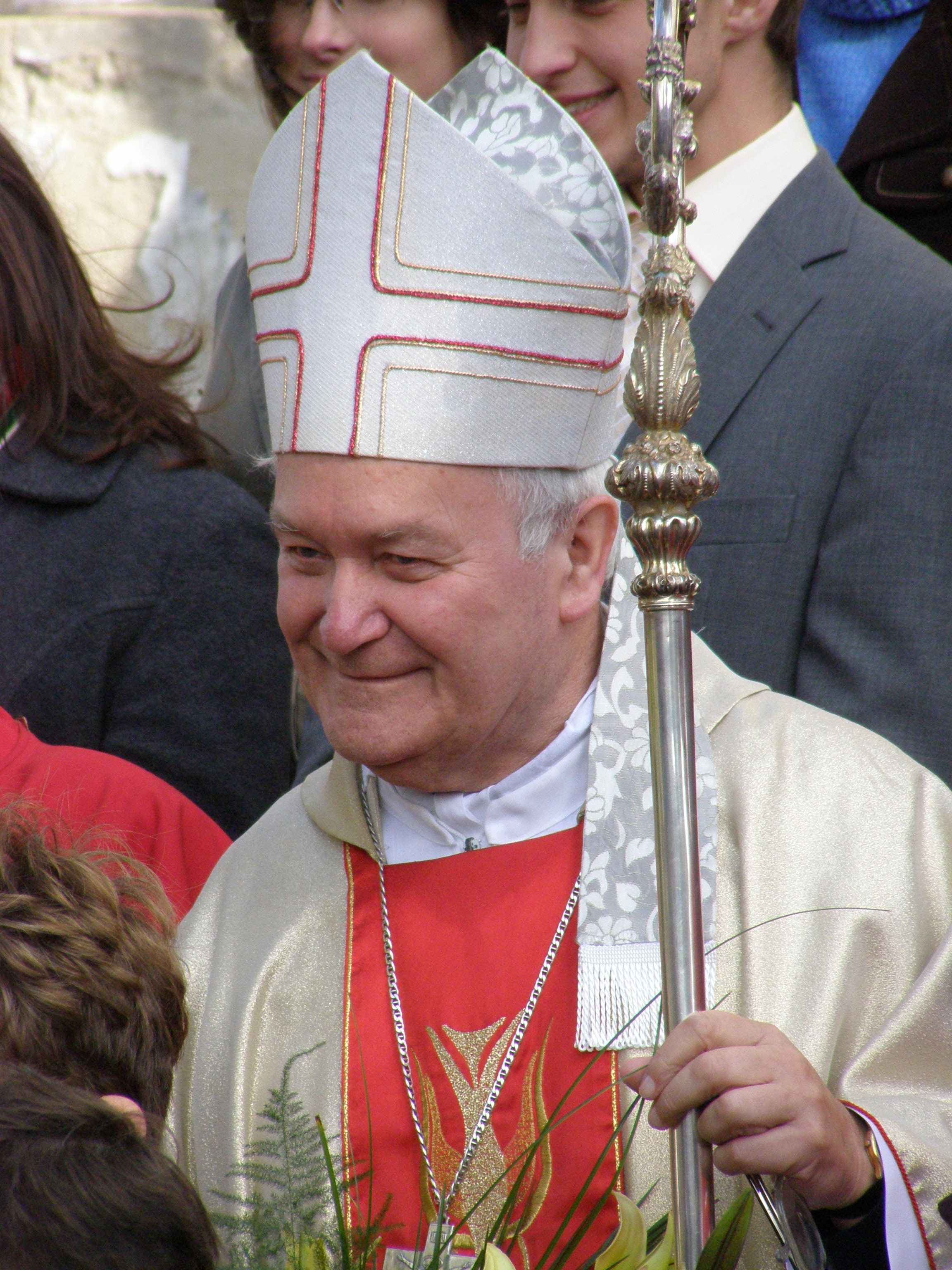
Josef Hrdlička (od vzniku)
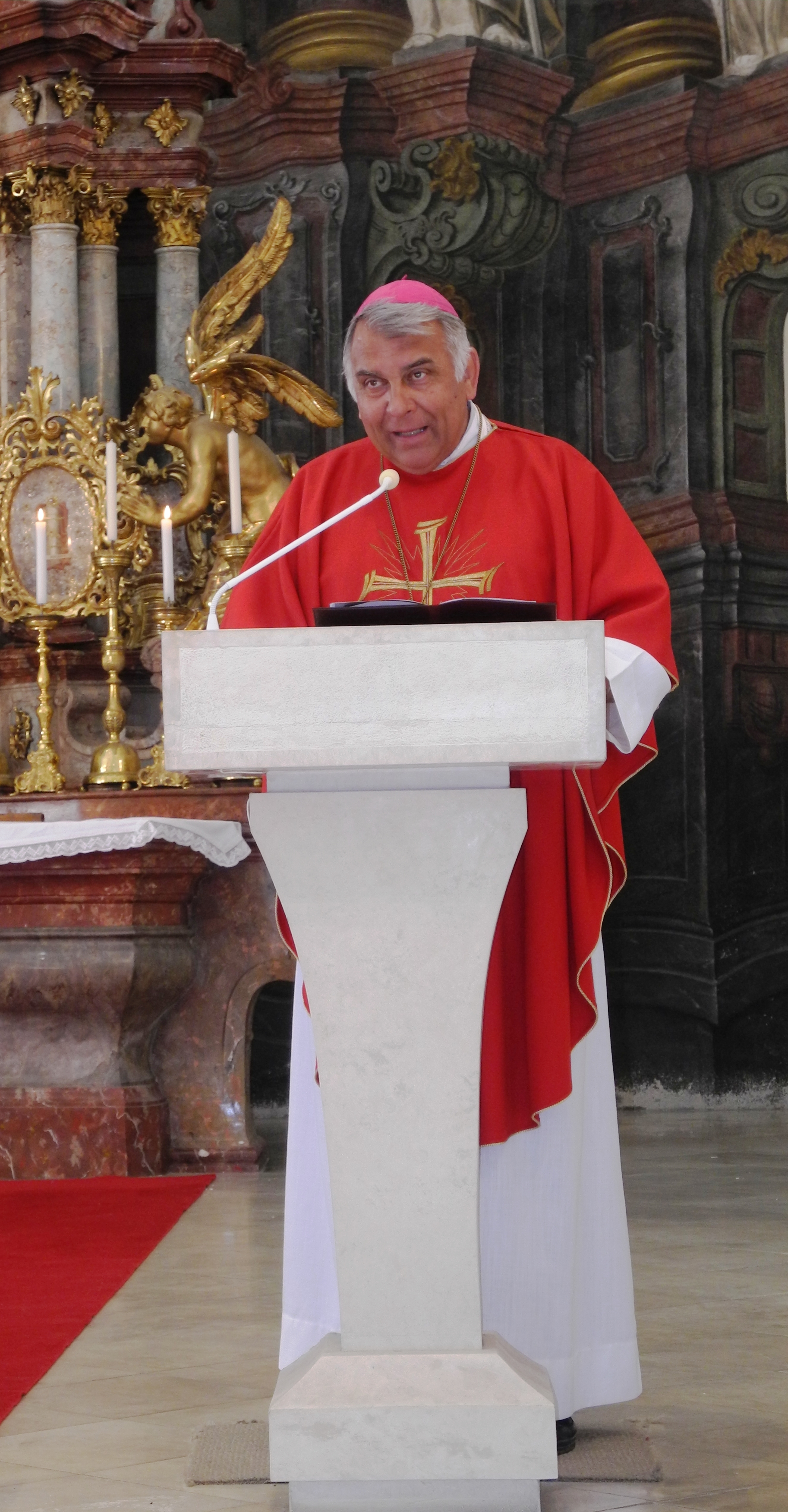
Josef Kajnek (od vzniku)
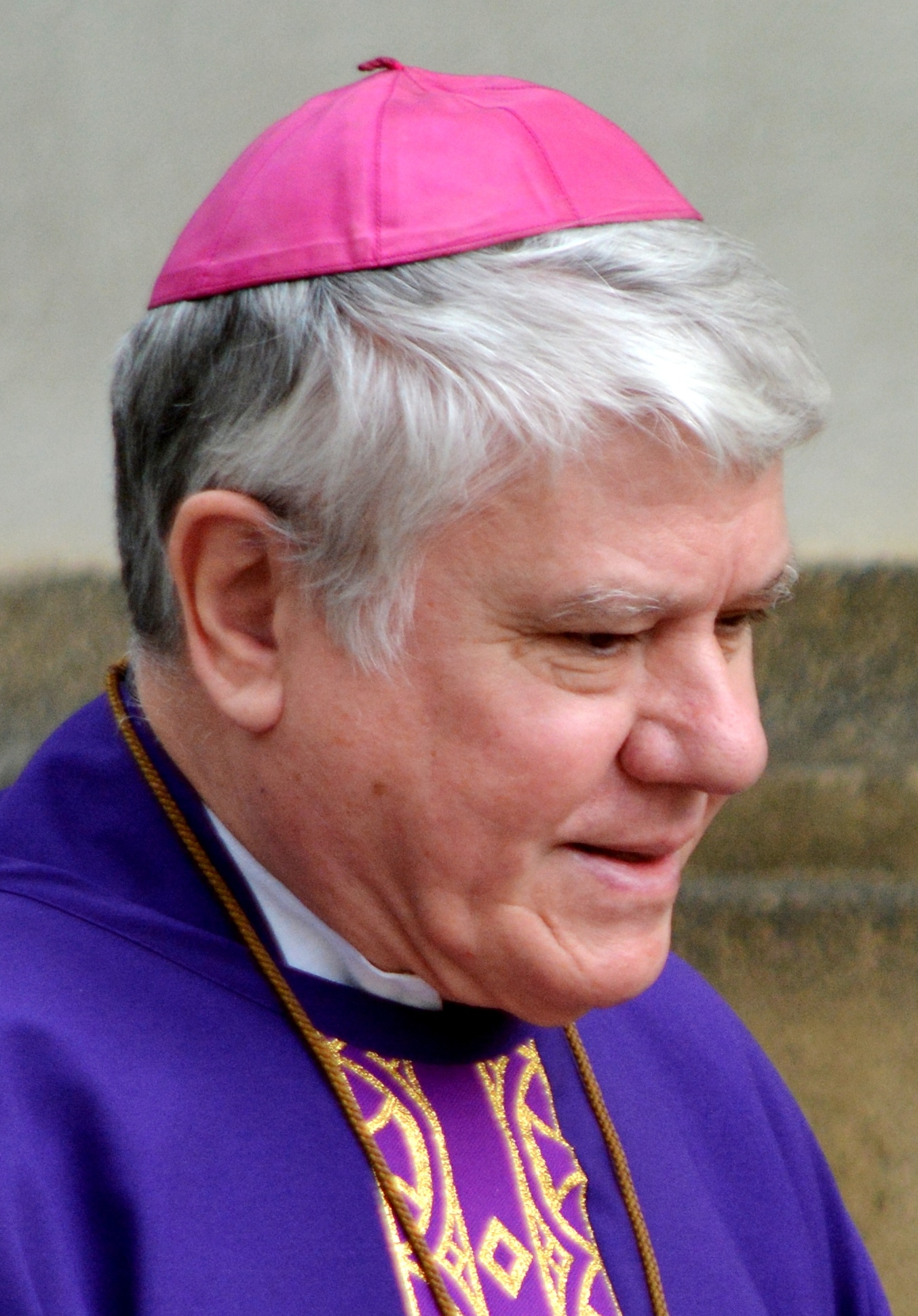
Václav Malý (od 1997)
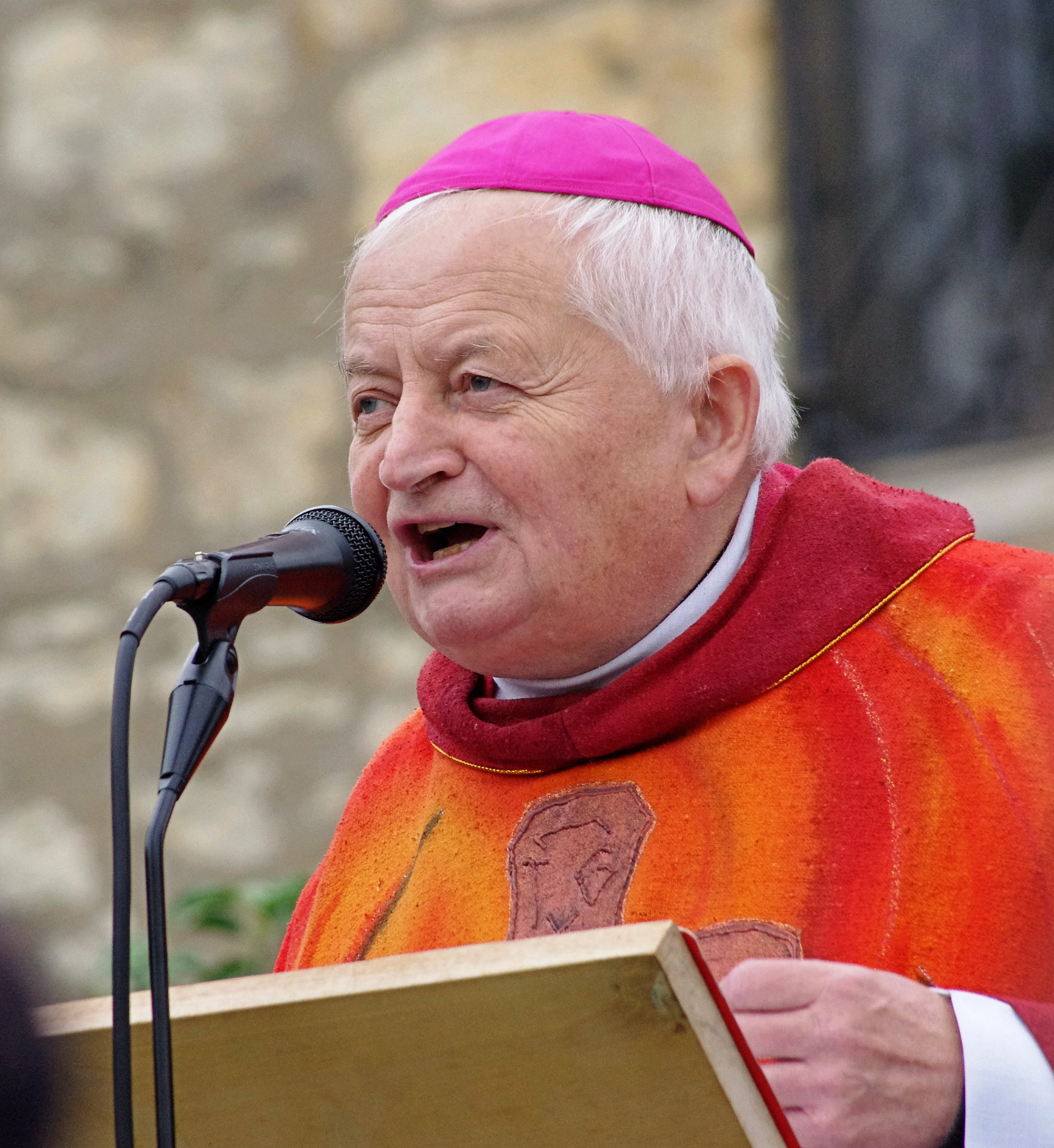
Karel Herbst (od 2002)
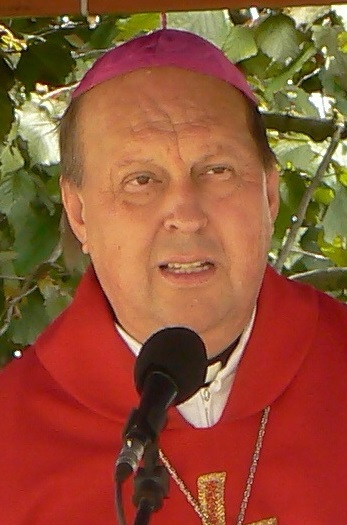
Pavel Posád (od 2004)
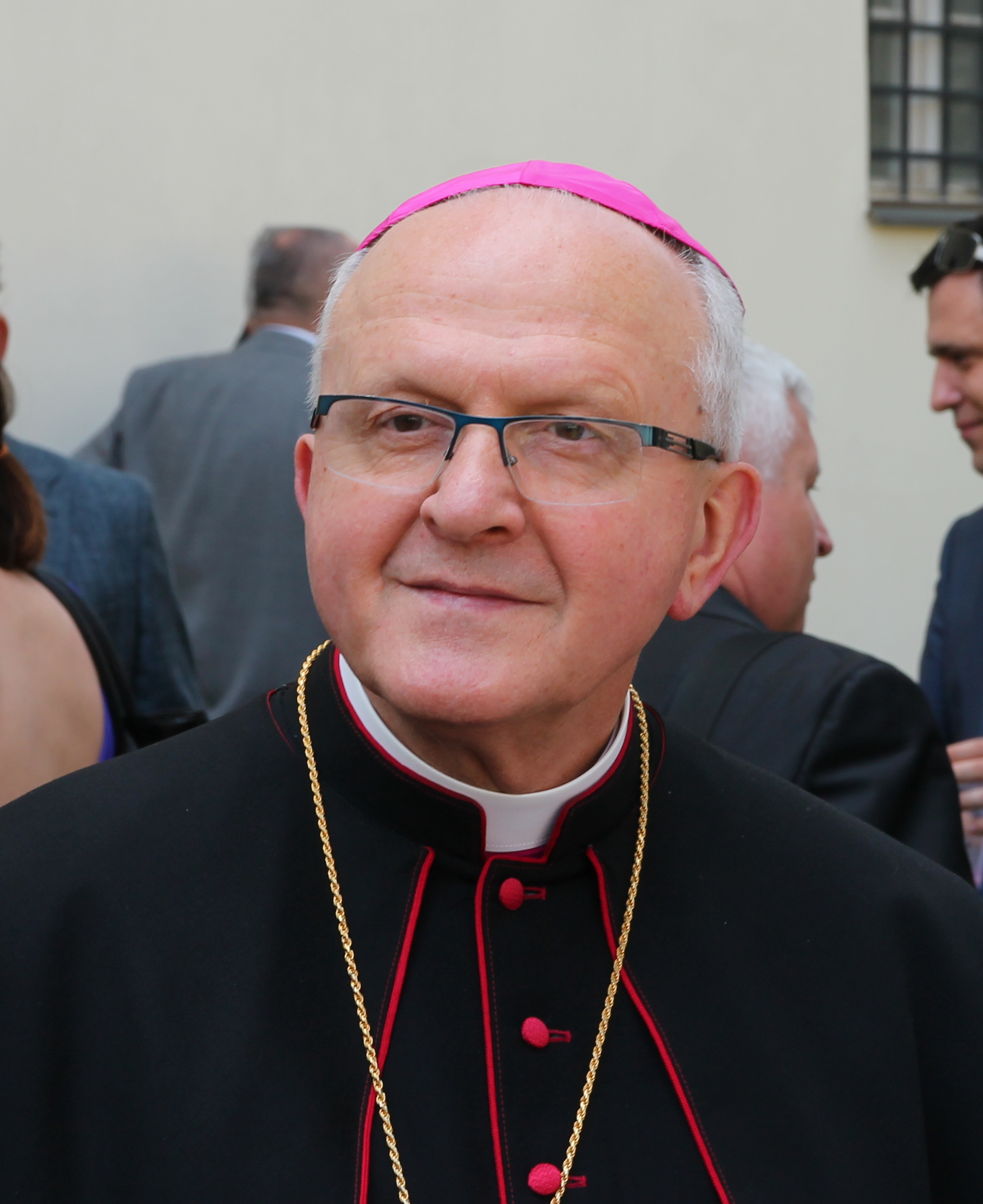
Jan Baxant (od 2008)
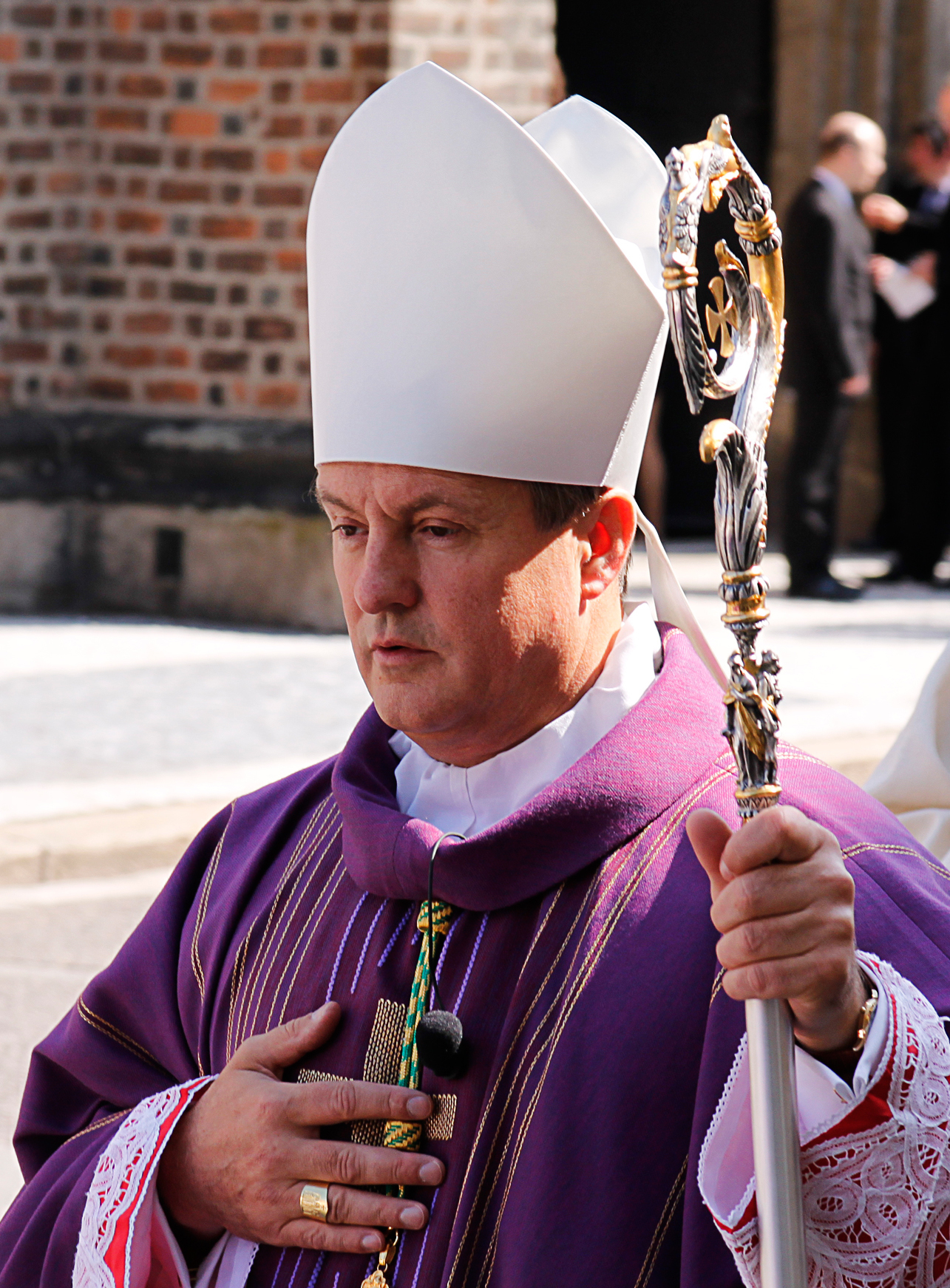
Jan Vokál (od 2011)
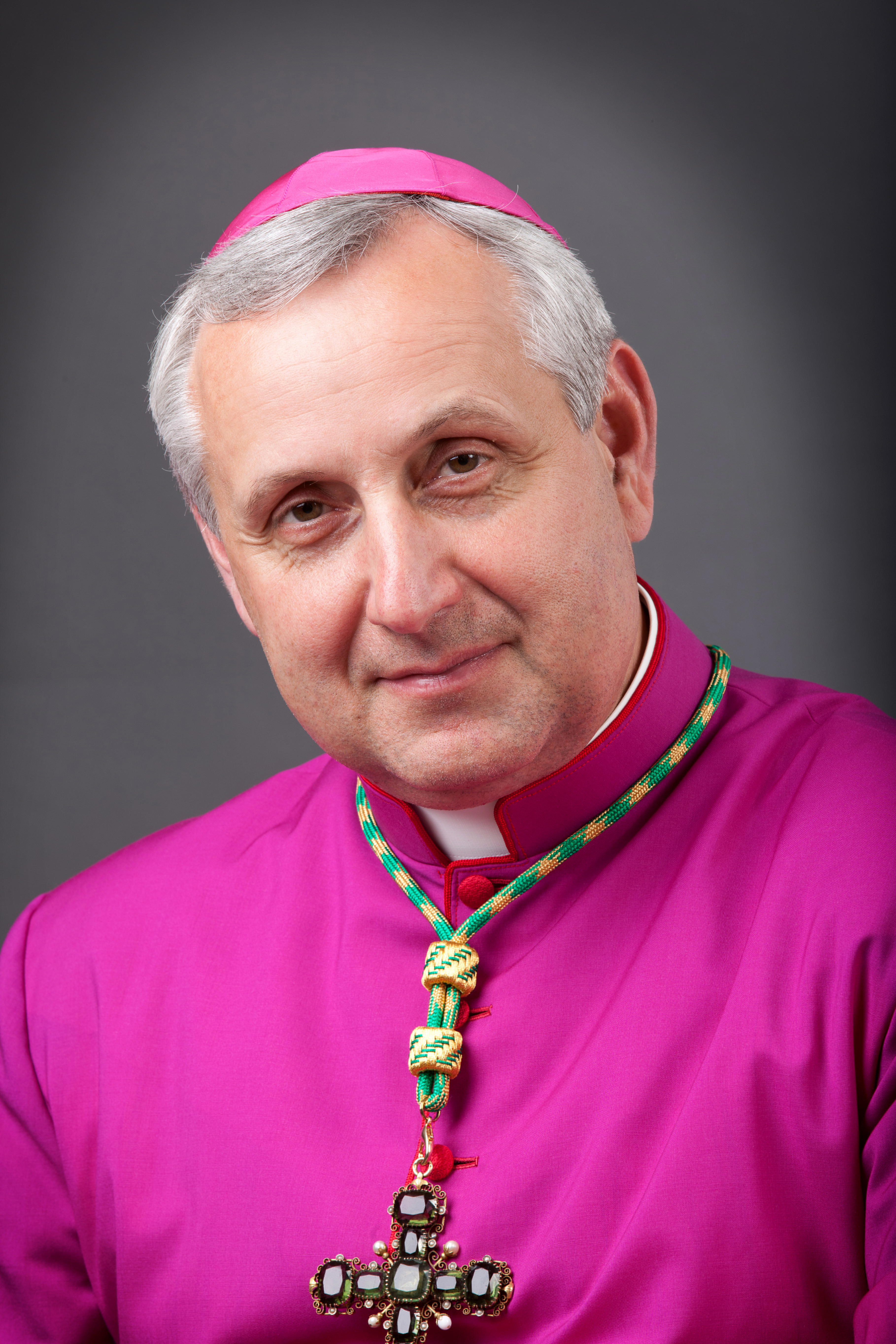
Vlastimil Kročil (od 2015)
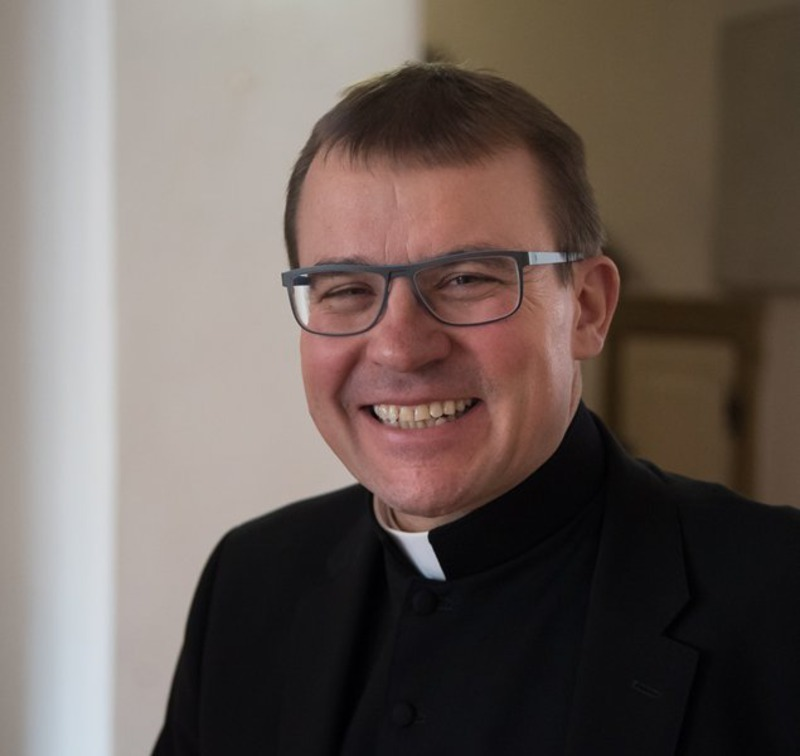
Tomáš Holub (od 2016)
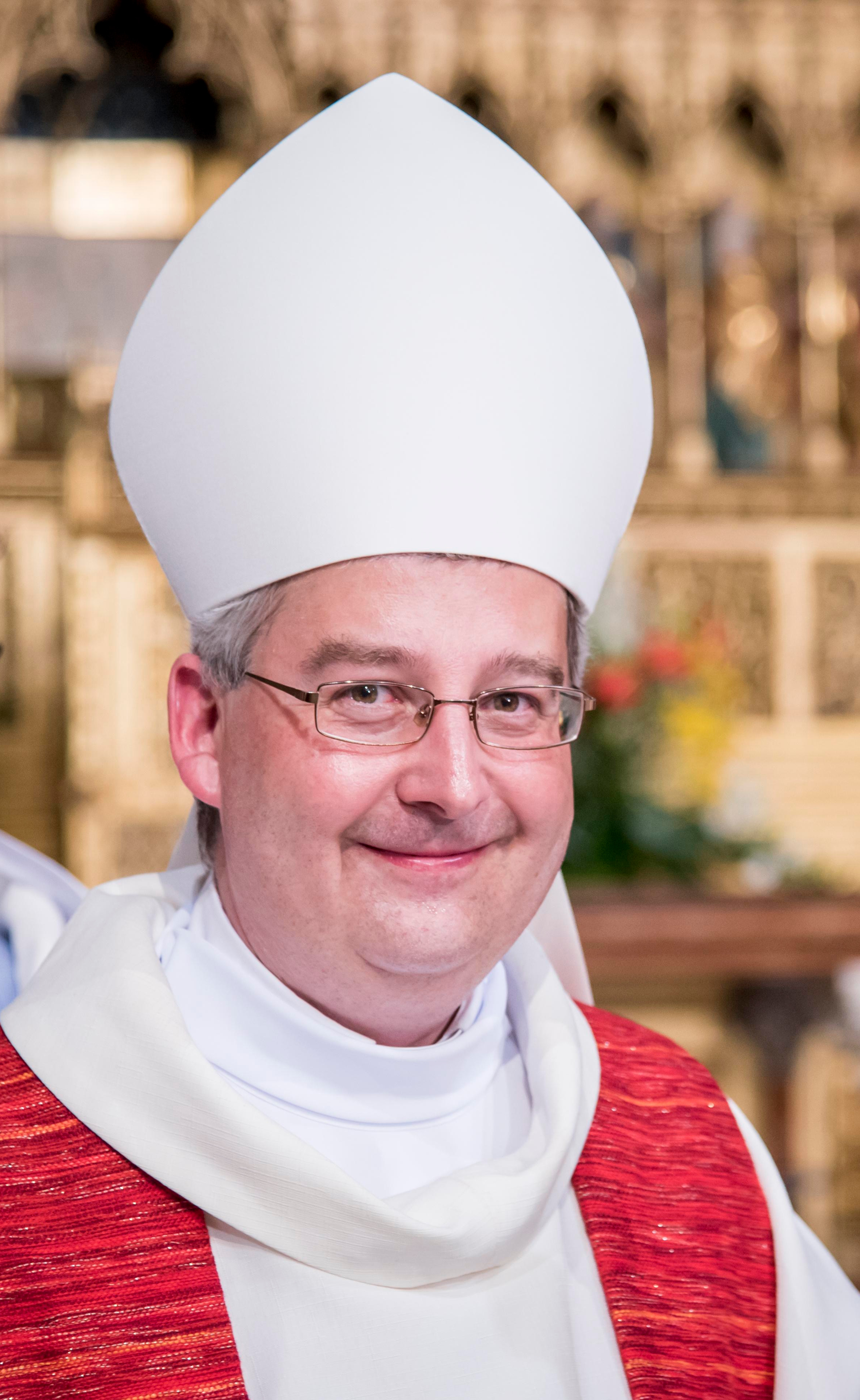
Pavel Konzbul (od 2016)
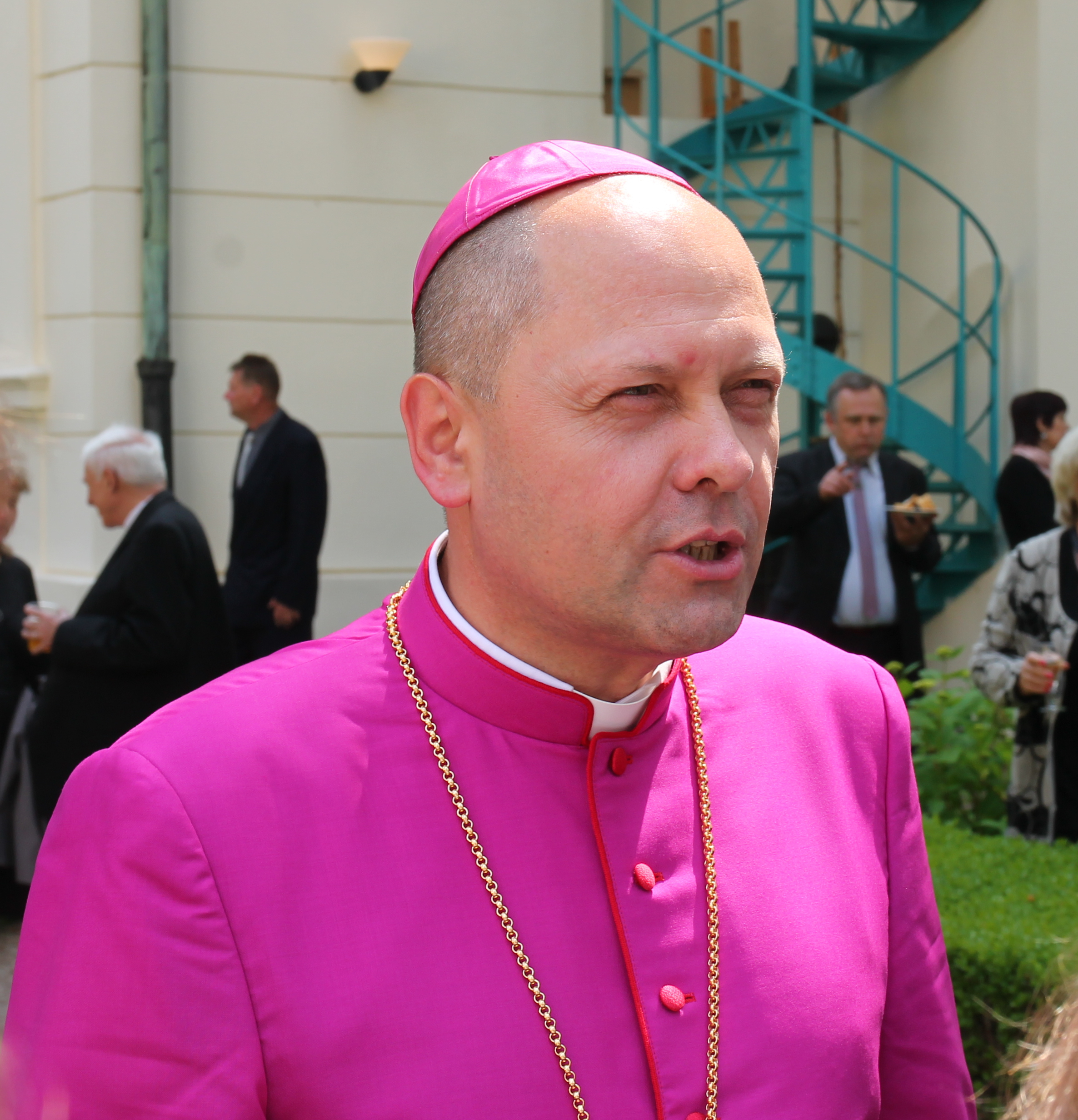
Zdenek Wasserbauer (od 2018)
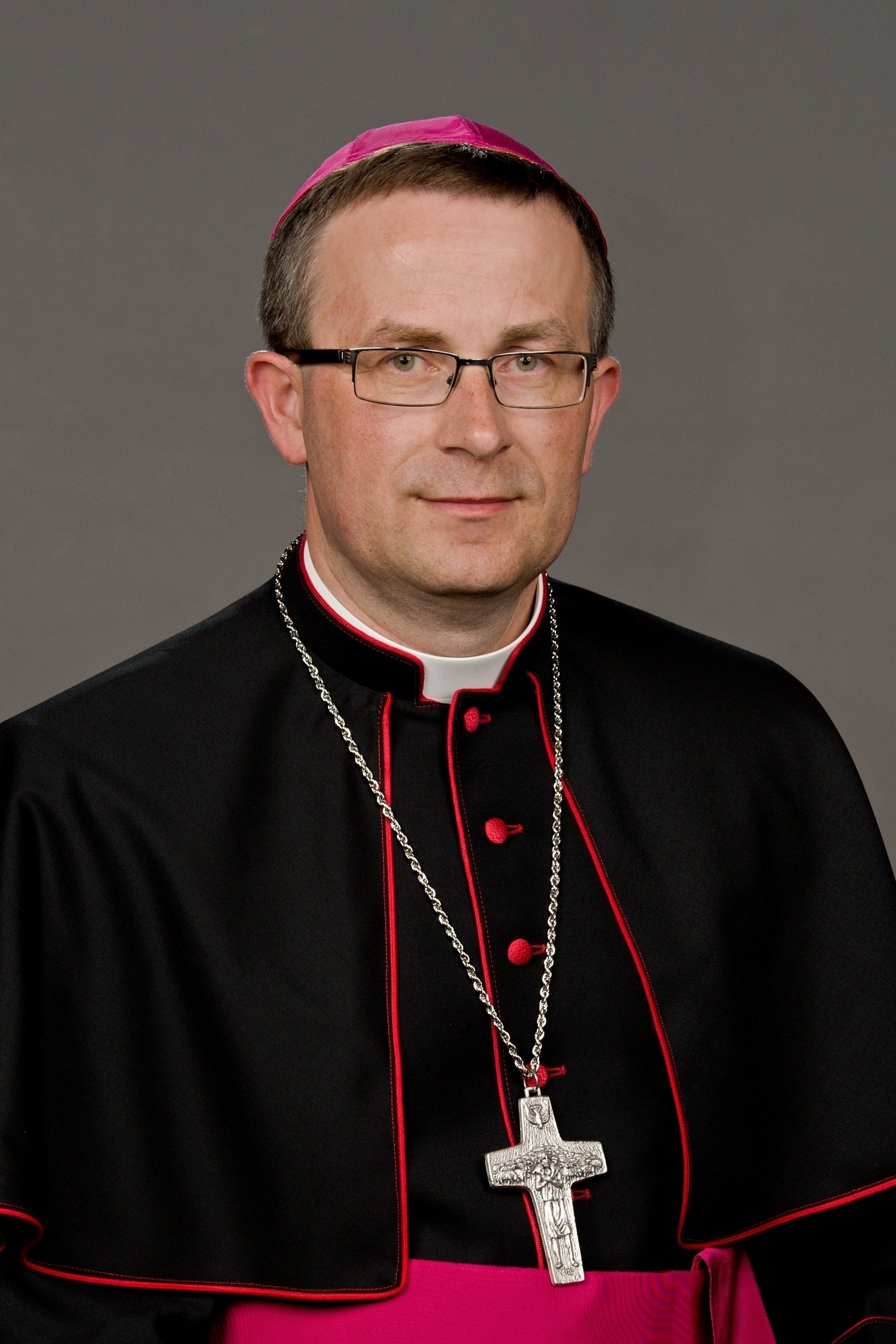
Martin David (od 2017)
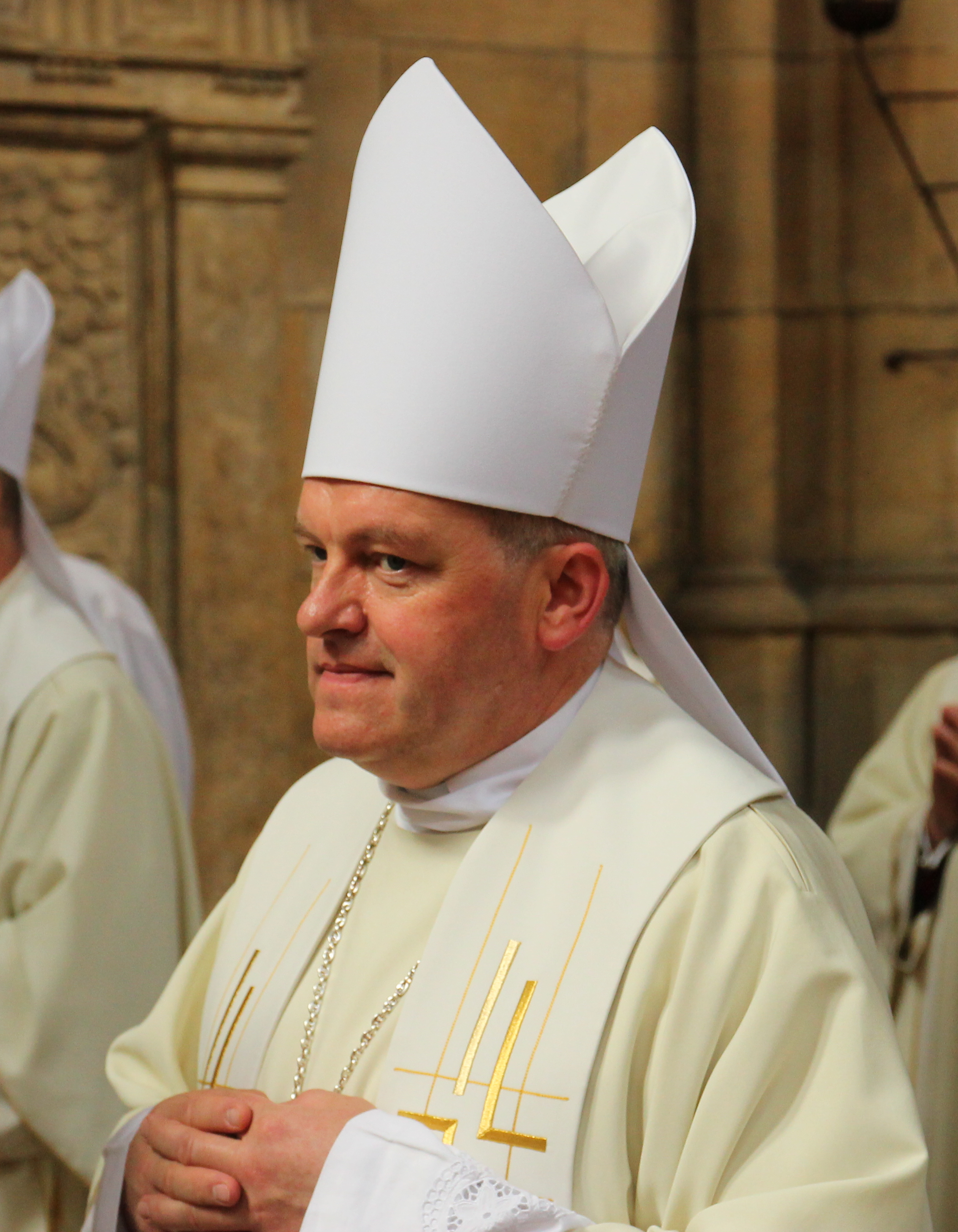
Josef Nuzík (od 2017)
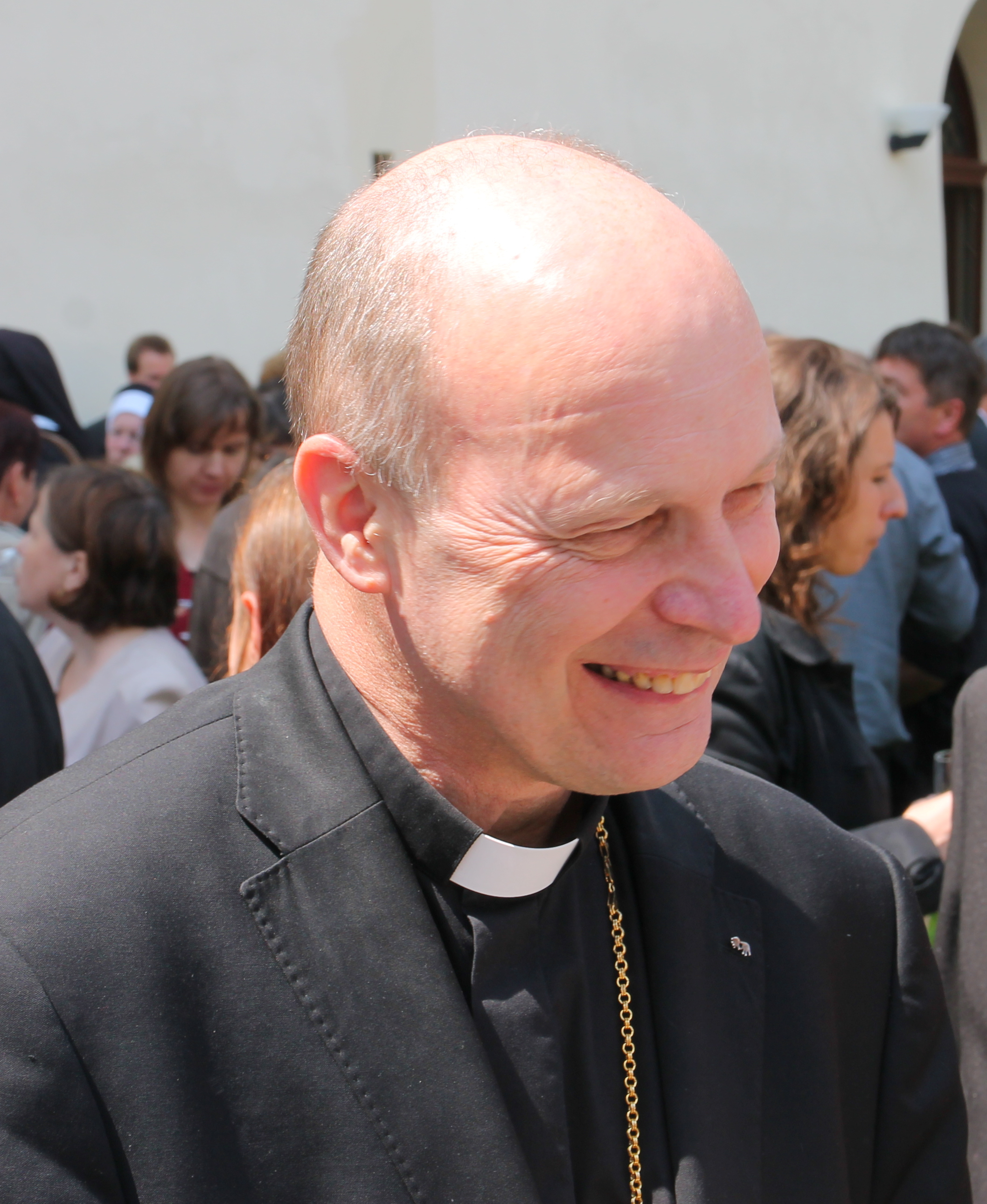
Antonín Basler (od 2017)

- Řeckokatoličtí biskupové

## Zemřelí členové

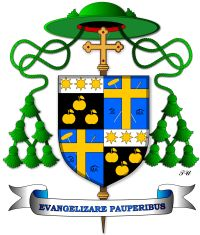
Antonín Liška (od vzniku do roku 2003)
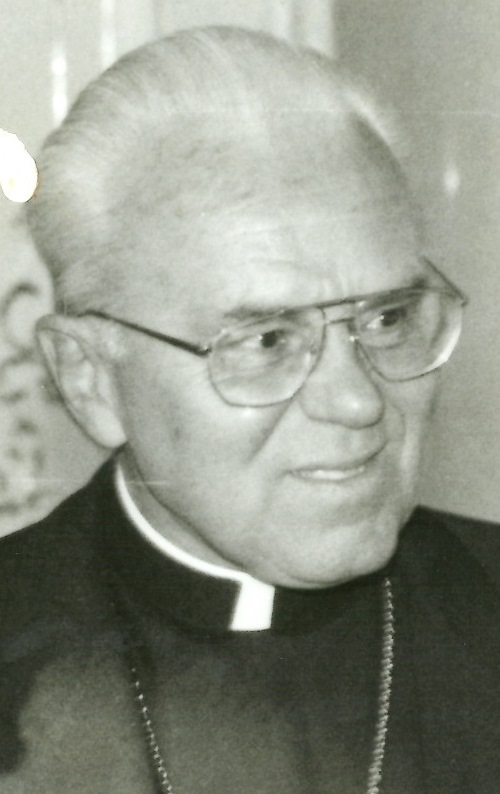
Jaroslav Škarvada (od vzniku do roku 2010)
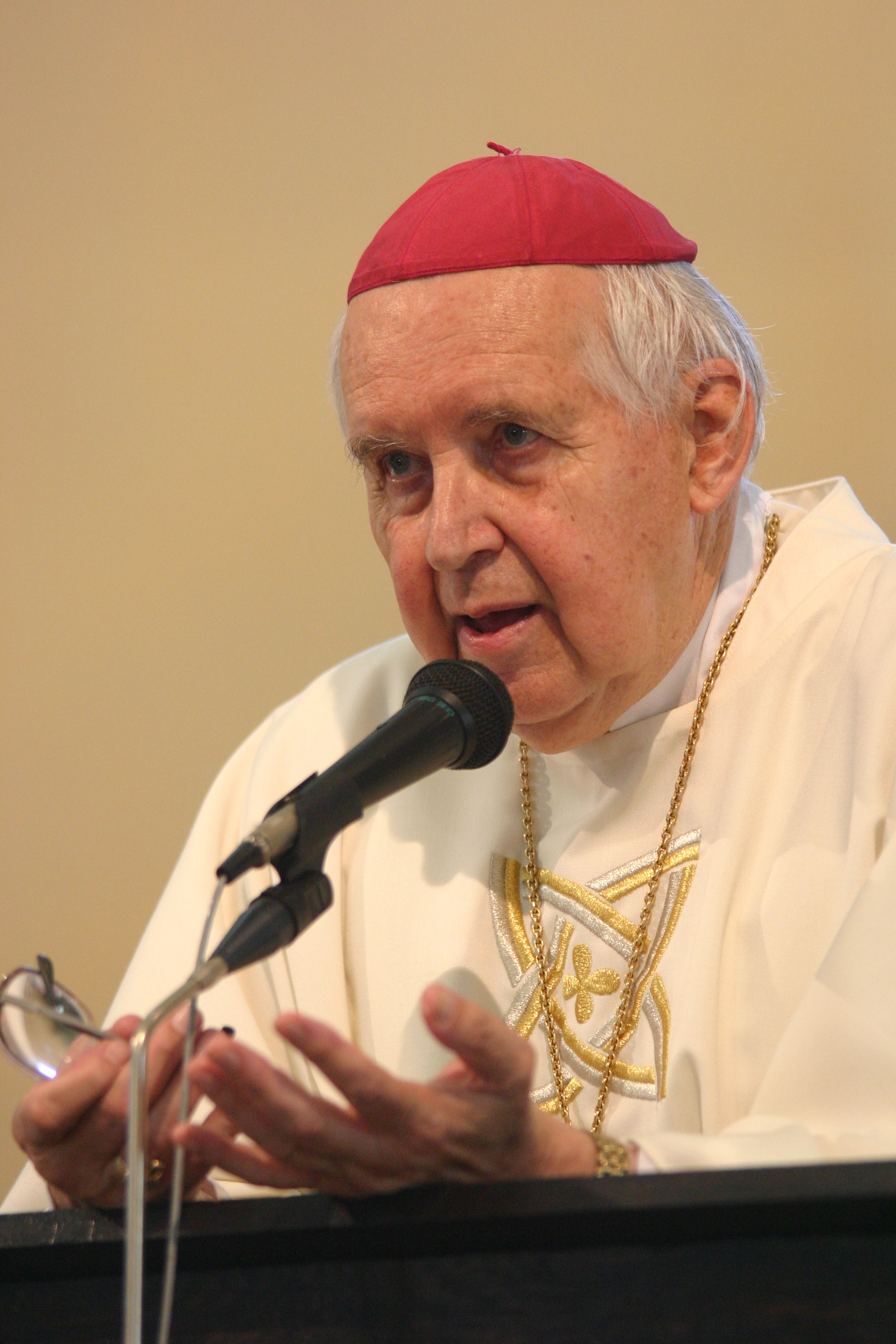
Josef Koukl (od vzniku do roku 2010)
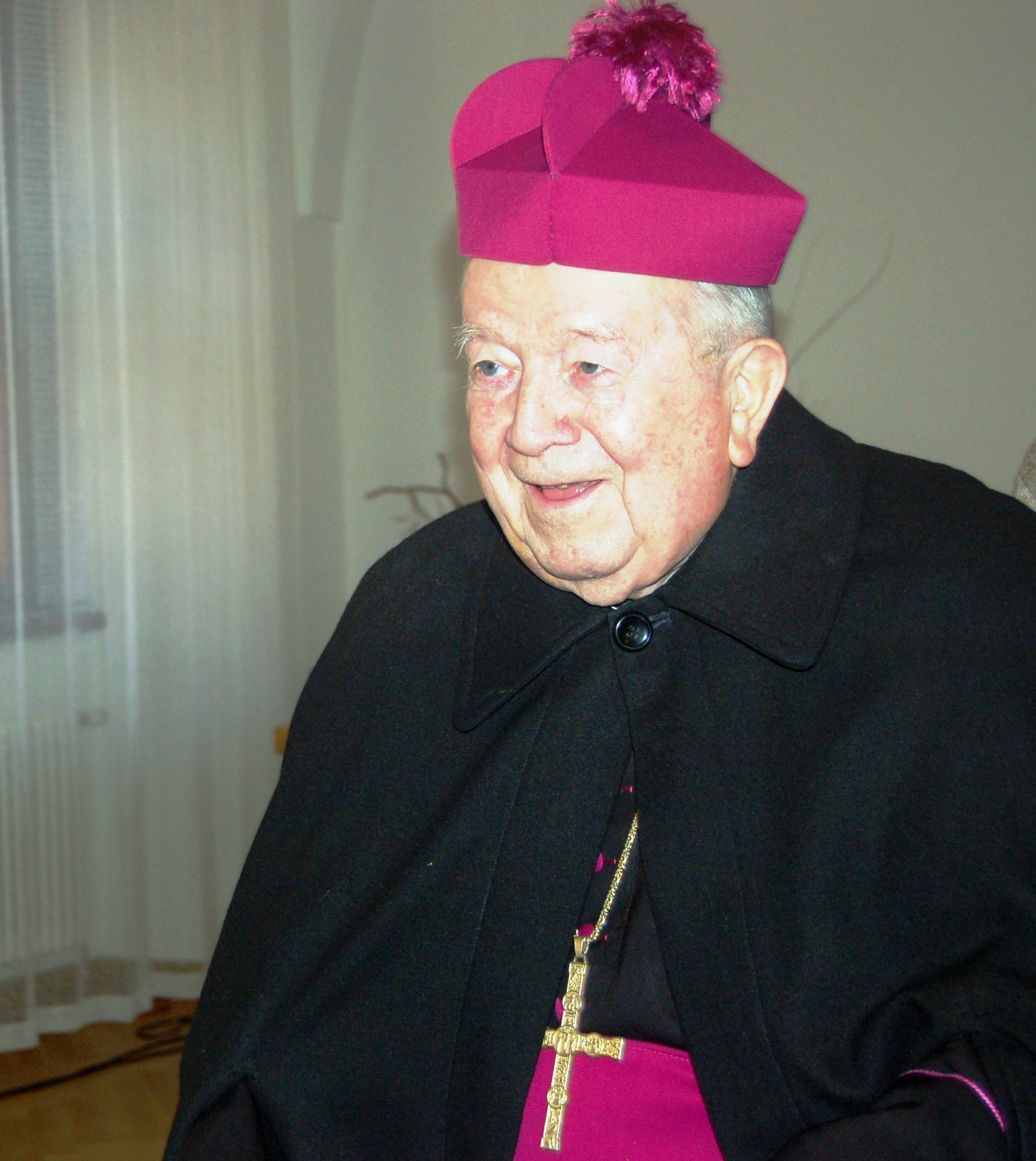
arcibiskup Karel Otčenášek (od vzniku do roku 2011)
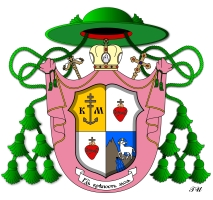
Ivan Ljavinec (1996-2012)
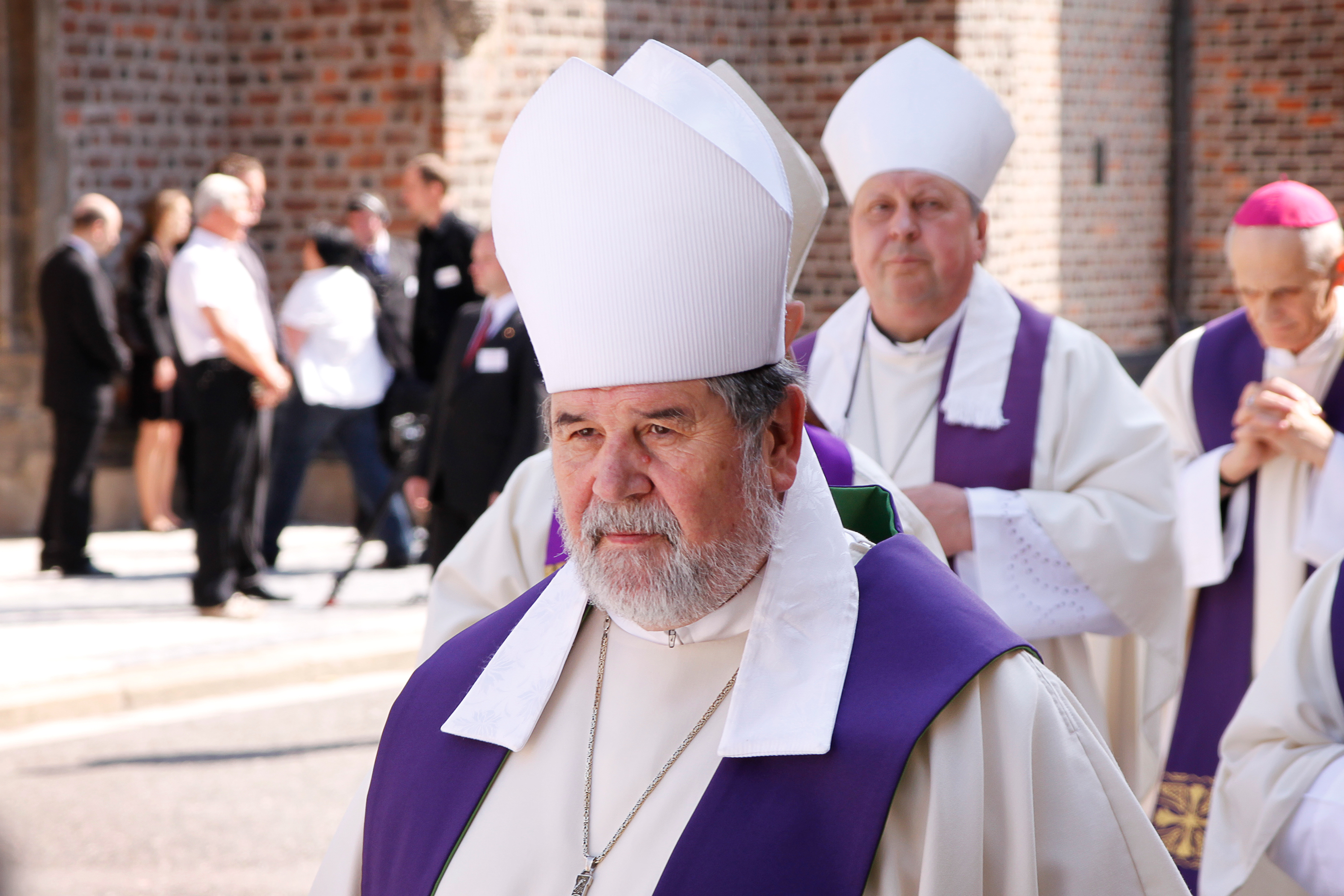
Jiří Paďour (1997-2015)
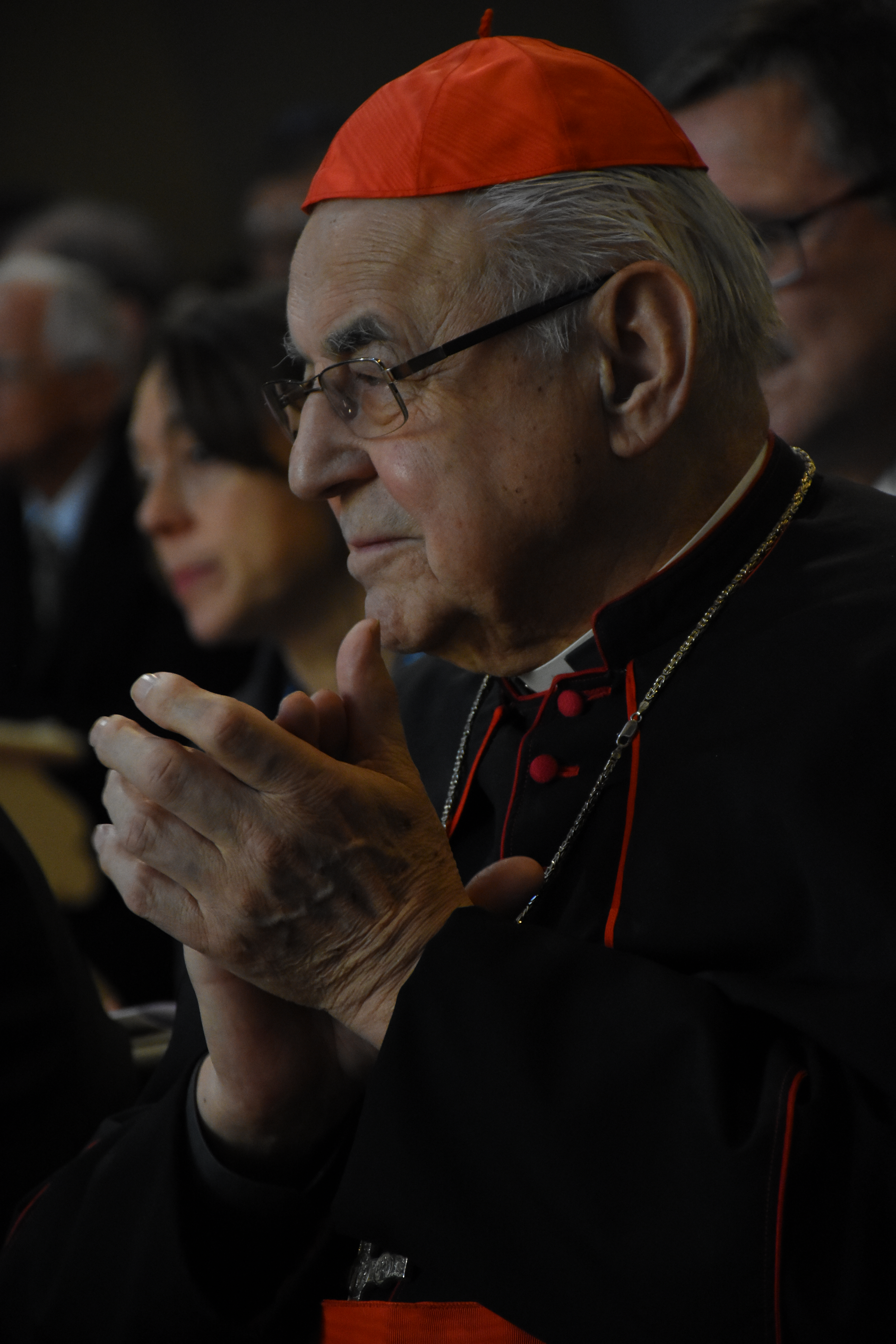
Miloslav kardinál Vlk (od vzniku do roku 2017, v letech 1993-2000 předsedou)
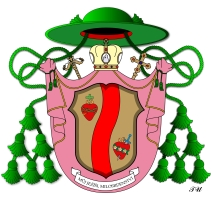
Ján Eugen Kočiš (2004-2019)
Petr Esterka (1999-2021)
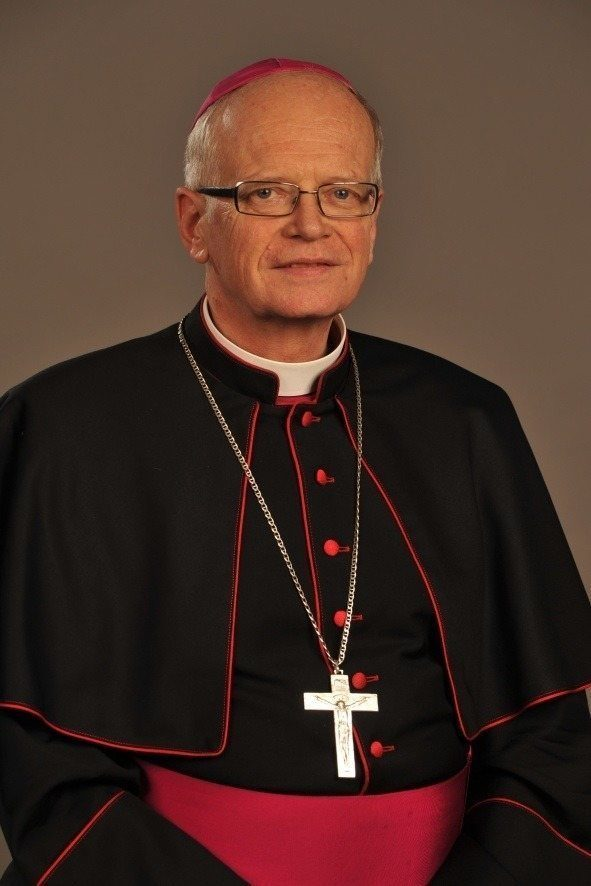
František Lobkowicz (od vzniku do roku 2022)
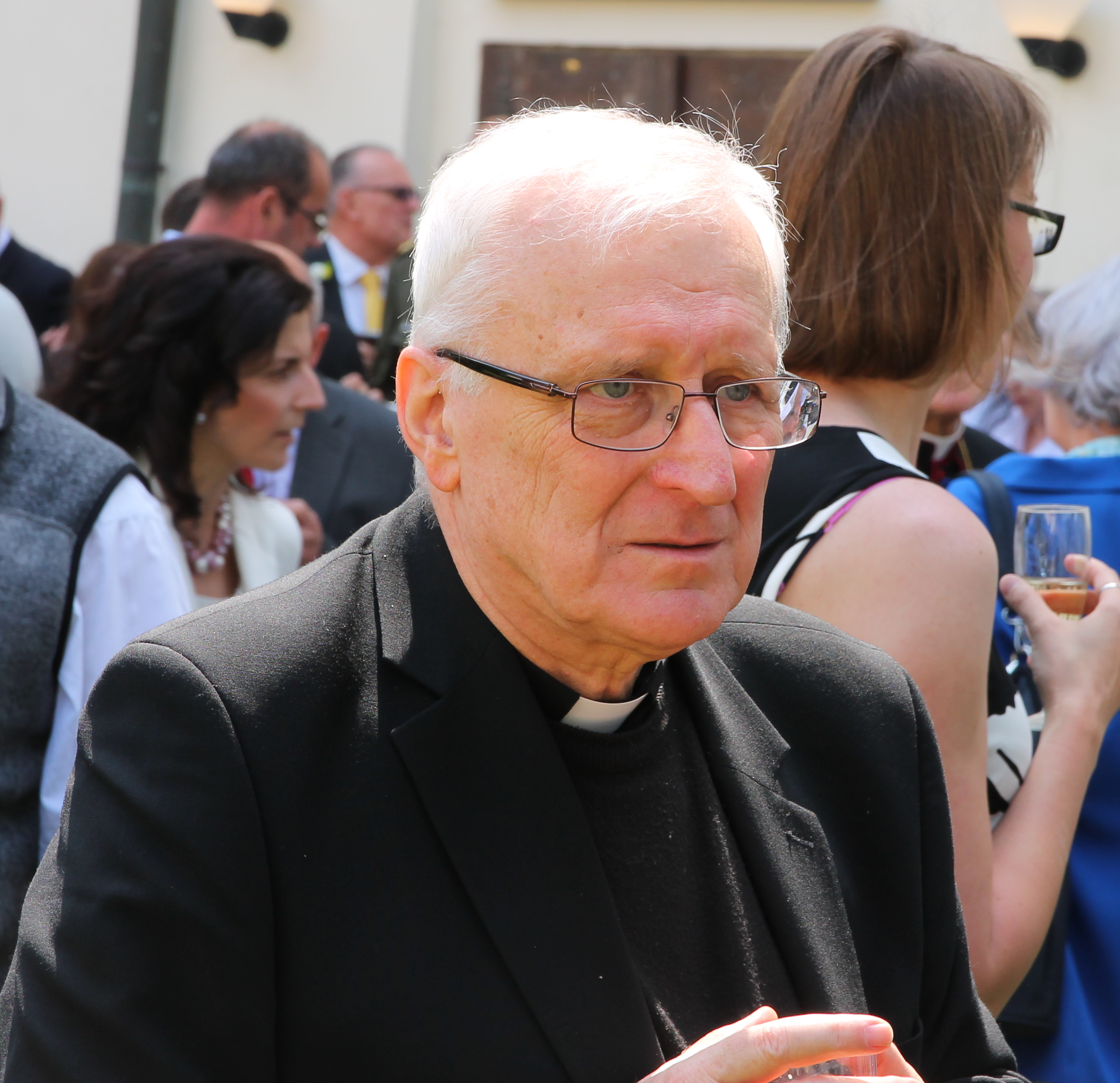
Ladislav Hučko (2003-2025, 2005–2011 generální sekretář)